# Giuseppe Valle
Giuseppe Ernesto Alessandro Pietro „Pino“ Valle (* 15. März 1904 in Sturla, Genua; † 25. September 1990 in Florenz) war ein italienischer Wasserballspieler und -trainer.

## Karriere
Valle gewann 1922 die italienische Meisterschaft über 1500 Meter Freistil. Er nahm mit der italienischen Wasserballnationalmannschaft und seinen Teamkollegen Tito Ambrosini, Mario Balla, Arnaldo Berruti, Mario Cazzaniga, Eugenio Dellacasa und Achille Gavoglio am olympischen Wasserballturnier 1924 in Paris teil. Die Italiener unterlagen bereits in der ersten Runde dem Team aus Schweden mit 0:7. Damit belegte die Mannschaft den geteilten zehnten Platz unter dreizehn Teilnehmern. Mit der Nationalmannschaft nahm Valle außerdem an den Wasserball-Europameisterschaften 1927 und 1934 teil. Valle spielte zunächst für den Verein ASD Sportiva Sturla aus Genua, der im Jahr 1923 die italienische Meisterschaft im Wasserball für sich entscheiden konnte. Infolge seiner militärischen Versetzung zog er im Jahr 1929 nach Florenz und wurde zum Spielertrainer von RN Florenz. Das Team wurde zur besten Mannschaft des Landes und konnte in den Jahren 1933, 1934, 1936, 1937 und 1938 insgesamt fünfmal den italienischen Meistertitel holen.
Nach dem Zweiten Weltkrieg wurde der Italiener als Trainer der Nationalmannschaft seines Heimatlandes berufen und konnte in dieser Funktion große Erfolge feiern: Italien gewann zunächst die Europameisterschaft 1947 und holte anschließend Gold beim olympischen Wasserballturnier 1948 in London.